# 交通大学日晷

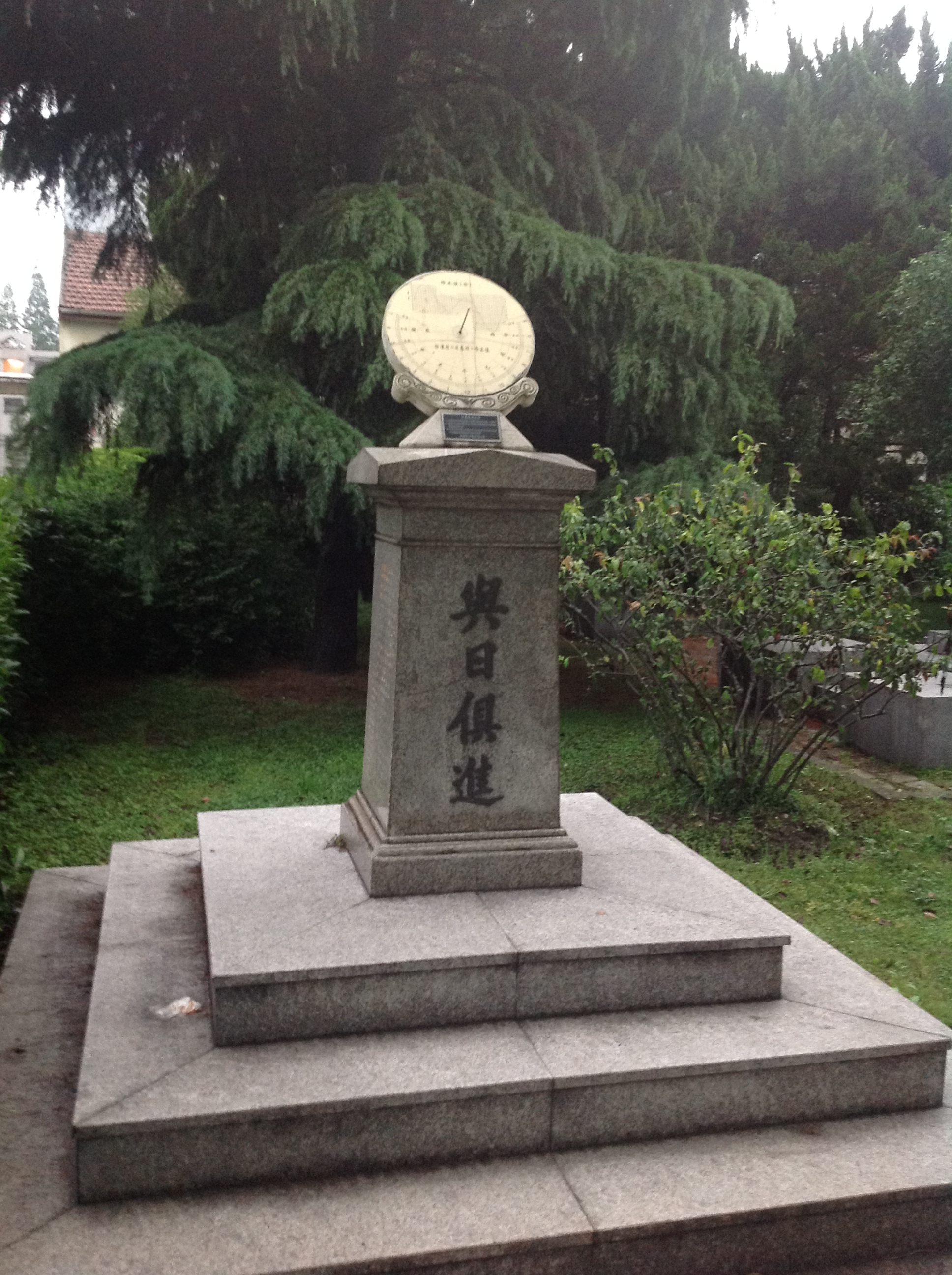
交通大学日晷

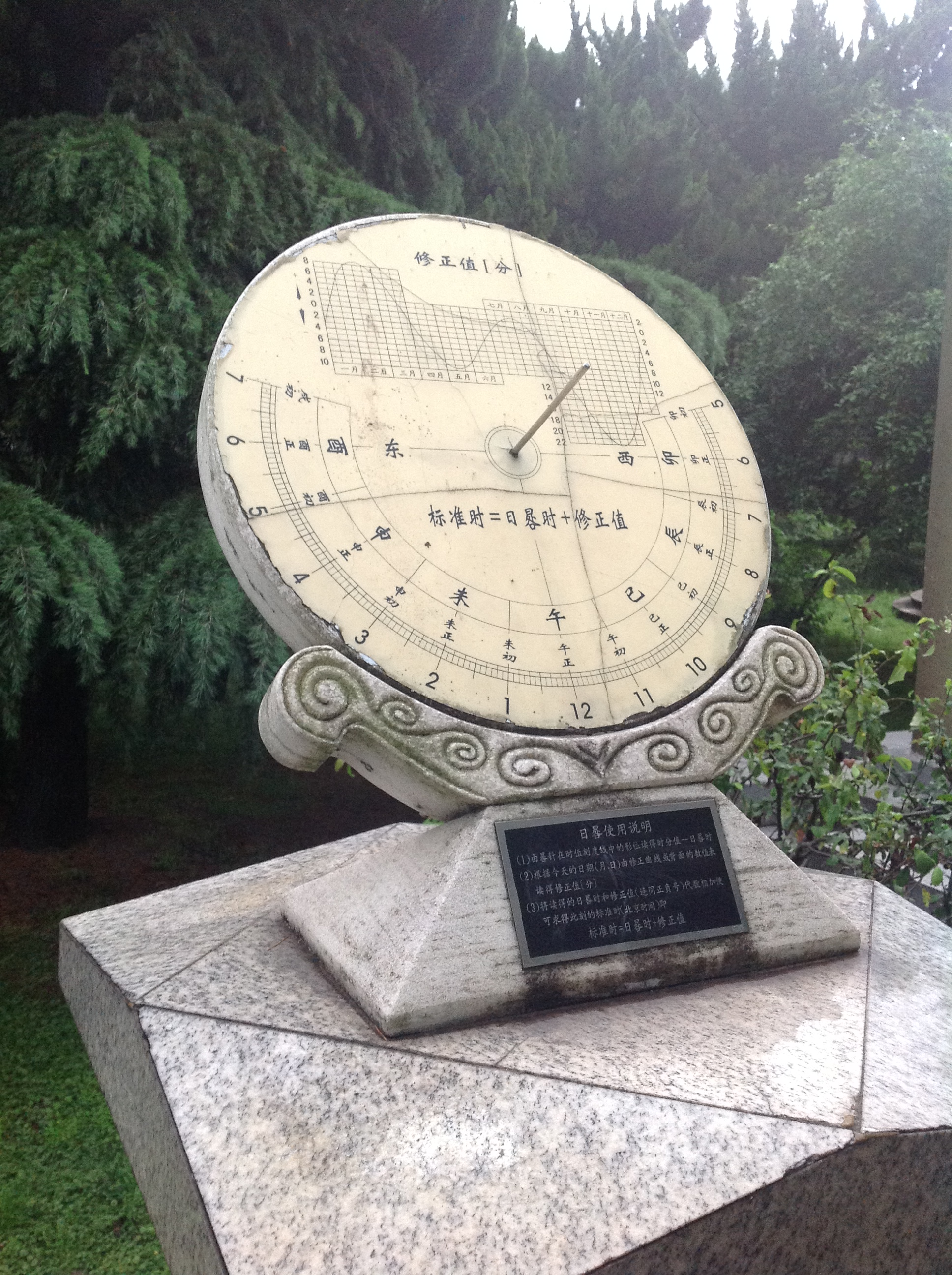
重修后的日晷盘

交通大学日晷始建于1925年，后于1988年重建，现位于上海交通大学徐汇校区大草坪南侧，正面刻有“與日俱進”四字。
1925年9月27日乙卯级同学毕业十周年返校时，曾于大草坪南侧修筑日晷台一座，背后刻有捐赠者姓名。1938级校友毕业五十周年返校时重建，今在上方放置有现代日晷仪。
新竹国立交通大学校园中亦有交通大学日晷台的复制品。